# Portrait: Prayer of the Heart
Portrait: Prayer of the Heart es en álbum lanzado el 2 de febrero de 2004 por el artista John Tavener. Portrait: Prayer of the Heart está integrado por 19 canciones y salió en formato DCD a través de NAXOS.
El álbum cuenta con la participación de la cantante islandesa Björk, con la canción inédita «Prayer Of The Heart».

## Lista de canciones
1. «In Alium» (4:14)
2. «To a child dancing in the wind» (5:22)
3. «The lamb» (3:52)
4. «The tyger» (5:25)
5. «Ikon of light 1» (5:00)
6. «Ikon of light 2» (3:24)
7. «Mandelion» (3:30)
8. «Chant for guitar» (3:47)
9. «Ikon of saint Cuthbert of Lindisfarne» (2:42)
10. «The protecting veil» (15:07)
11. «Mary of Egypt» (7:27)
12. «Akhmatova songs» (2:58)
13. «Diodia for string quartet 1» (5:52)
14. «Diodia for string quartet 2» (5:02)
15. «Song For Athene» (5:39)
16. «Zodiacs for piano» (2:29)
17. «Prayer of the heart» (15:17), Björk
18. «Ikon of eros» (7:56)
19. «Mother and child» (4:38)
20. «Entrevista con John Tavener» [20-26] - «My earliest musical memories» (8:21)
21. «Russian Orthodox Church» (8:14)
22. «Protecting Veil» (8:04)
23. «Björk» (6:18)
24. «The fact that I've been given» (4:11)
25. «When my publishers ring» (5:39)
26. «The only goal» (5:05)